# NGC 4661
NGC 4661 este o galaxie lenticulară situată în constelația Centaurul. A fost descoperită în 5 iunie 1834 de către John Herschel. Se află la o distanță de 62,81 de megaparseci de Pământ.